# Cantone di Saint-Amarin
Il Cantone di Saint-Amarin era una divisione amministrativa dell'arrondissement di Thann.
A seguito della riforma approvata con decreto del 21 febbraio 2014, che ha avuto attuazione dopo le elezioni dipartimentali del 2015, è stato soppresso.

## Composizione
Comprendeva i comuni di
- Fellering
- Geishouse
- Goldbach-Altenbach
- Husseren-Wesserling
- Kruth
- Malmerspach
- Mitzach
- Mollau
- Moosch
- Oderen
- Ranspach
- Saint-Amarin
- Storckensohn
- Urbès
- Wildenstein